# Cáfolat
A cáfolat (lat. refutatio) logikai művelet, amely megállapítja az állítás hamisságát vagy kétségeit. Egy cáfolat ugyanakkor a bizonyítékok bármelyikének tagadása, de a tézis bizonyítékainak cáfolata nem bizonyítja annak hamisságát. A tézis igaz lehet, és a bizonyítás téves. Számos módja van a tézis cáfolatának. Ezek közül a leggyakoribb a tényekkel tagadni. Másik út a tézis következményeinek ellentmondásaira utalni. A bizonyítás cáfolata azt mutatja, hogy a dolgozat logikailag nem követi a bemutatott érveket. Végül az antitézis igazsága bizonyítja az értekezés tévességét. A formális logikai függvény mellett a refutációt heurisztikus módszerként használjuk.

## A tudományos kutatásban
Pólya György megmutatta, hogy az informális matematikában az induktív találgatás szakaszában heurisztikus szabályt kell alkalmazni. Elmondása szerint egy olyan példa, amely nagyobb valószínűséggel cáfolja a feltételezést, közelebb áll egy megoldáshoz, mint egy olyan példa, amely kevésbé valószínű. Hasonló folyamat, amint azt Lakatos Imre megmutatta, a bizonyítás szintjén fordul elő, amely az informális matematikában mentális kísérletként szolgál, így a kezdeti feltételezés bomlásához vezet, számos segédsejtéshez vagy lemmához. A bizonyítékok kritikáját a helyi és a globális ellenpéldák segítségével végzik. Az első csak a lemmákat vitatja, a második - a sejtést. Az ellenpéldák heurisztikus folyamat-célja a sejtés és bizonyításának javítása. Ugyanakkor a matematikai heurisztikák nagyon hasonlítanak a tudományosra, hiszen mindkettőt sejtés, bizonyítás és cáfolat jellemzi. Tehát már bizonyos feltevés előterjesztésének folyamatában folyamatosan összevetik azt a rendelkezésre álló empirikus anyaggal. És ha az empirikus bizonyítékok alátámasztják ezt a feltevést, akkor az igazságába vetett bizalom nő. Ugyanakkor az empirikus adatok cáfolata korlátozza a tézis alkalmazhatóságát és tartalmának finomítását. Bizonyos esetekben a találgatás egyszerűen hamisnak minősül.
Ilyen módszert egy adott törvény vagy feltevés igazságának tisztázására gyakran használnak a tudományos gyakorlatban. Például Newton egyik módszertani szabálya kimondja, hogy ha a jelenségekben nincs kivétel, a következtetést általánosítani célszerű. Ha azonban a jövőben kivételek várhatók, a következtetés utaljon a kivételekre. Hasonló módszert alkalmaznak széles körben az informális matematikában, amint azt Lakatos Imre írja.
A kivételek kiküszöbölésének módja nem támasztja alá a törvény egy vagy másik megfogalmazásának tökéletes helyességét (igazságát), mert soha nem biztos, hogy minden létező kivétel szerepel. Ezért segítségével csak egy adott helyzet megvalósíthatóságának közelítő határait azonosítjuk. Az új és újabb kivételek felismerése az általános szabálytól fokozatosan közelebb hozza a vizsgált tudományos álláspont igazának területi valós határait. Ugyanakkor a cáfoló példák (ellenminták) monoton felhalmozódása csak a „fiatal”, fejlődő feltevés fogalmazásának elején kezdődik. Mivel az ellenminták felhalmozódnak, lehetővé válik, hogy bizonyos jelek szerint osztályozzák őket, és ezáltal egy vagy több általánosítással rávilágítsanak a kivételekre, ideértve őket feltételként (vagy korlátként) a feltevés(törvény) fogalmazásakor. Valójában az egyes törvények (feltevések) igazság-határainak tisztázása mindig viszonylagos, mivel a világegyetem szakterületére vonatkozó ismereteink mindig hiányosak. Például a Newtoni mechanika igazságának a speciális relativitáselmélet alapján történő finomítása jellemzi az objektumok sebességének bizonyos paramétereit, amelyeken túl a kölcsönhatások észrevehetővé válnak. Ez a korlátozás azonban, ahogyan a tudomány fejlődésén is látszik, nem elegendő, mivel még a kis sebességtartományban sem mindig teljesülnek a klasszikus mechanika törvényei. Különösen nem alkalmazhatók az atomi szinten előforduló folyamatokra, valamint a makrokozmosz jelenségeire, ahol az általános relativitáselmélet hatásai kézzelfoghatóvá válnak.
Bármilyen alapvető feltevés, amely a klasszikus mechanikához kapcsolódik az egyeztetés elvével, az utóbbi törvényeit korlátozza. Így az alacsony sebességű relativitás általános elmélete és a vonzás gyenge terei klasszikus mechanikává alakulnak. Következésképpen az általános relativitáselmélet bevezetésével kapcsolatos korlátozás nem csak a sebességre, hanem az erőtérre is vonatkozik. Newton törvényeinek új korlátozásait a kvantumfizika megjelenésekor fedezték fel, amely aszimptotikusan átmegy a klasszikus mechanikába, amikor elhanyagolható az aktív kvantum nagysága. Így a jövőben más nagyon jelentős és fontos korlátozásokat várhatunk a tudományos feltevések általános alkalmazásában és sajátosan a klasszikus mechanikában.

## Filozófiai, retorikai példák

### Lüszisz,Platóndialógusa
Cáfolata a nyafogásnak: Lüszisz egy görög ifjú, aki azt panaszolja el, hogy szülei nem engedik, hogy azt tegye, amihez éppen kedve van, például nem hajthatja apja lovait, nem használhatja anyja szövőszékét, stb. Azt állítja, hogy aki nem teheti azt, amit akar, az nem lehet boldog. Szókratész válasza az, hogy azért van ez így, mert Lüszisz az említett dolgokhoz nem ért, azonban amihez ért, azt nem tiltják tőle a szülei. A szülők nem engedik meg a gyermeküknek, hogy azt tegyék, amit akarnak; azért tiltják gyermeküket bizonyos dolgoktól, mert jót akarnak neki. Minden embernek csak azzal kéne foglalkoznia, amihez ért, mert aki nem ért semmihez, az haszontalan, a haszontalanokat pedig nem szeretik. A bölcs mindig hasznos, ezért mindenki szereti.

### Titus Lucretius Carus
Epikurosz tanításának kifejtése mellett gondot fordít más filozófusok tanainak cáfolatára. Cáfolja Hérakleitosz, Empedoklész, Anaxagoras tanítását, mivel ezek Epikurosztól eltérően más vagy többféle elemet vesznek fel a világ alapjául (I. könyv), de cáfolja Démokritosz tanítását a lélekről s Püthagorasz tanát a lélekvándorlásról (III. könyv) is.

### Alexandriai Dionüsziosz
Irodalmi munkássága során írt az epikureista atomizmus ellen (A természetről), vitában állt az ezeréves birodalom elérkezését váró millenaristákkal, két könyvében cáfolta a khiliaszta Arszinoéi Neposz Az allegoristák cáfolata című iratát, a Jelenések könyvét Istentől sugallt munkának tartotta, ám nem tekintette János evangélista művének, mert az és János evangéliuma között stiláris különbségeket vélt felfedezni, cáfolta továbbá a Jelenések könyve szó szerinti magyarázatát is. Kaiszareiai Euszebiosz említi a kísértésekről írott munkáját, de erről semmi egyebet nem tudunk.

### Mahájánabuddhizmus
Módszere az, hogy érvelés útján cáfolja a nézeteket oly módon, hogy rávilágít azok önellentmondásosságára, miközben saját állítást nem tesz vele szemben. A nézetek ilyetén megsemmisítésével mutatja meg az ürességet, ami minden nézet elhagyása.

### Aschermann Ferenc
Ő volt az első a honvéd hadsereg volt magas rangú tisztjei közül, aki kiállt Görgei Artúr mellett.